# Мвамбо
Мва́мбо (англ. Mwambo) — традиційна громада у складі дистрикту Зомба Південного регіону Малаві.
Населення — 151997 осіб (2018).